# Kårhusockupationen
Kårhusockupationen var en av studenter utförd politiskt grundad "husockupation" av sitt eget kårhus vid Stockholms universitet på Holländargatan i Stockholm i maj 1968.

## Bakgrund

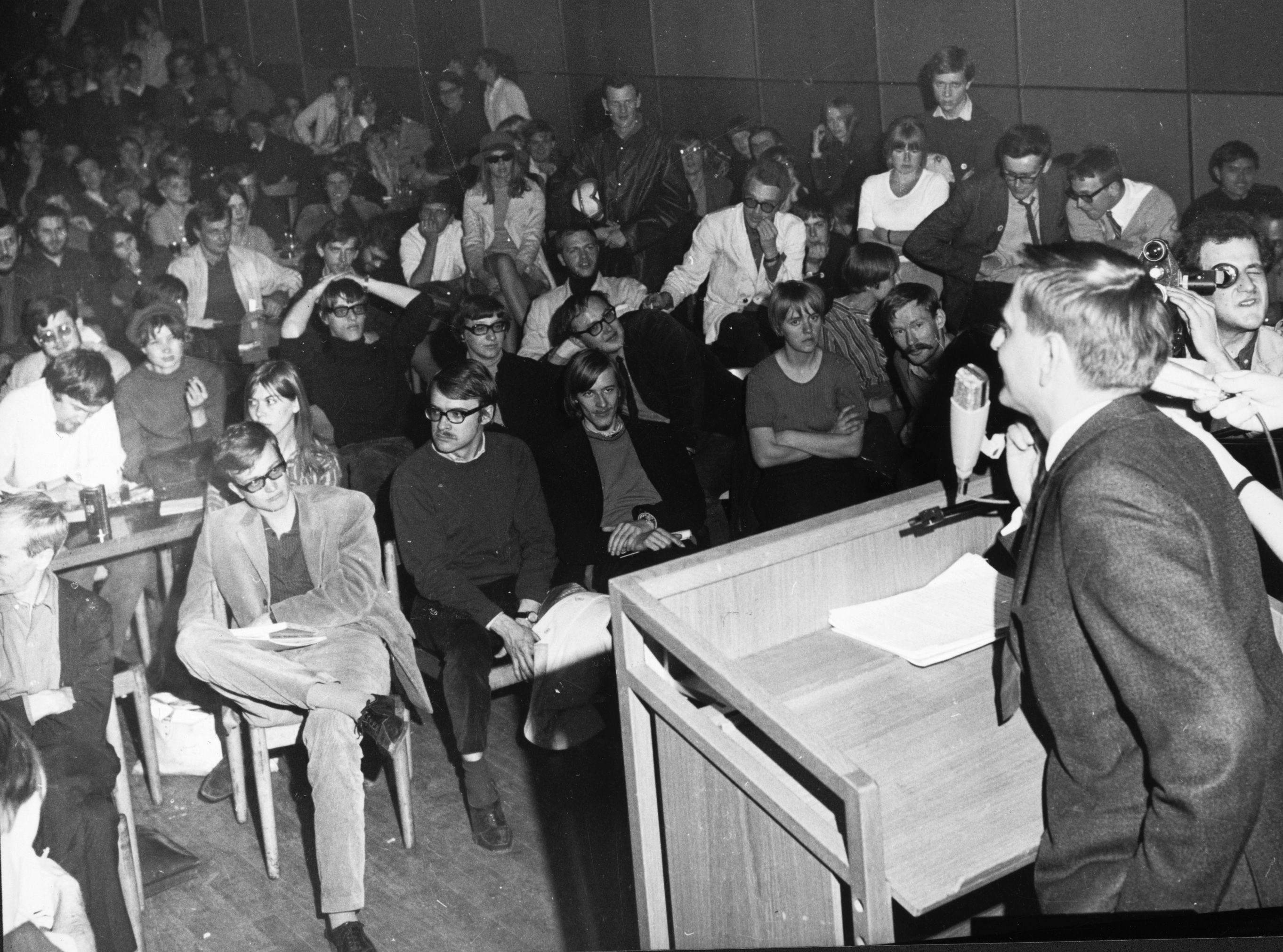
Utbildningsminister Olof Palme i talarstolen. Han vädjade förgäves till de församlade studenterna att diskutera den aktuella utbildningspolitiska reformen.

Ockupationen hade sin upprinnelse i ett möte som Stockholms universitets studentkår utlyst fredagen den 24 maj 1968 för att diskutera arbetet med UKAS, regeringens kommande proposition till ny studieordning. Mötet hölls i det dåvarande kårhuset på Holländargatan 32 i centrala Stockholm. Vissa socialistiska studentorganisationer, bland annat Clarté, KFML och Vänsterns Ungdomsförbund, ansåg att staten genom UKAS försökte toppstyra högskolorna. För att protestera mot detta förklarade mötesdeltagarna kårhuset ”ockuperat”. Inspiration till ockupationen hade sannolikt hämtats från majrevolten som började i Paris i Frankrike tidigare samma månad.
Frågan om UKAS hamnade under ockupationen i skymundan till förmån för andra frågor som var viktigare för den så kallade 68-vänstern. Organisationer från andra delar av det politiska spektrumet deltog till en början i ockupationen, eftersom de – liksom 68-vänstern – hade invändningar mot UKAS, men lämnade mötet redan under första dagen.
Demonstrationerna fick till en början stor publicitet och dåvarande utbildningsminister Olof Palme anlände efter inbjudan strax efter midnatt, natten till lördagen den 25 maj, för att delta i debatten. Palme ville bland annat förklara vikten av demokrati och reformism, men tyckte inte att hans tal väckte gehör. 
När Palme nämnde ordet ”samhälle” blev han avbruten av en 16‑årig Mats Gellerfelt, som frågade ”Vilket samhälle? Ditt och Wallenbergs?” En upprörd Palme replikerade att ”det samhälle som vi skall ha, det är ett demokratiskt samhälle, som bygger på fria allmänna val, som avvisar våldsmetoder för att lösa samhällsproblem”.
Dagen efter kritiserade han de unga kommunisterna i en radiointervju där han ansåg att de avvisade parlamentarismen, samt vid den samtidigt pågående av Sveriges Förenade Studentkårer arrangerade studentriksdagen i Linköping. Till Dagens Nyheter sade han att ”de som ledde mötet och de som släpptes upp i talarstolen medan jag var där – det var kommunister som ville begagna den här diskussionen om studentdemokrati och UKAS till att uttrycka sin avsky för demokratin och för att förorda våldsmetoder i förändringen av det svenska samhället.”
Palme höll också senare ett tal i vilket han påpekade vikten av att lyssna på de unga i samhället eftersom risken annars fanns för att de skulle söka sig till mer extremistiska grupperingar. I talet framgick tydligt att Palme med "extremistiska grupperingar" syftade på kommunisterna.
Lördagen den 25 maj avgick flera av mötesdeltagarna i ett demonstrationståg som bland annat försökte ockupera Stockholms stadsteater, Konserthuset, Operan och Centralstationen. Efter att ha misslyckats med dessa försök återvände tåget till kårhuset. Under kvällen måndagen den 27 maj lämnade ockupanterna kårhuset självmant, efter att polisen stoppat tillförsel av mat och de blivit hungriga, och därmed var kårhusockupationen över.

## Ockupationens följder
UKAS var under våren en dominerande studentpolitisk fråga och kom att för flera år framåt fortsätta vara en viktig utbildningspolitisk stridsfråga.
I Stockholms universitets studentkårs kårfullmäktige hade tidigare olika studentfackliga grupperingar varit dominerande, medan vissa kårpartier hade haft en politisk vänsterideologi. Som en direkt följd av kårhusockupationen bildades Opposition '68, som var ett uttalat borgerligt kårparti, och långt in på 1980-talet dominerades sedan kårfullmäktige av skarpa ideologiska motsättningar.
Bland kända personer som närvarade vid UKAS-mötet och/eller den efterföljande ockupationen kan nämnas Ulf Adelsohn, Carl Bildt, Anders Carlberg, Mats Gellerfelt, Jan Guillou, Åsa Moberg, Anders Wijkman och Olof Palme.